# San Antonio Gallardo
San Antonio Gallardo är en ort i Mexiko.   Den ligger i kommunen Celaya och delstaten Guanajuato, i den centrala delen av landet, 220 km nordväst om huvudstaden Mexico City. San Antonio Gallardo ligger 1 776 meter över havet och antalet invånare är 3 438.
Terrängen runt San Antonio Gallardo är platt söderut, men norrut är den kuperad. Runt San Antonio Gallardo är det tätbefolkat, med 343 invånare per kvadratkilometer. Närmaste större samhälle är Celaya, 12,7 km söder om San Antonio Gallardo. Trakten runt San Antonio Gallardo består till största delen av jordbruksmark.